# Football Club Lviv
O Football Club Lviv é um clube de futebol da cidade de Lviv, na Ucrânia. Fundado em 2006, disputou a temporada 2008–09 da Primeira Liga Ucraniana. Subiu para a elite do futebol nacional em 2016, voltando a disputar a primeira divisão. Já foi treinado por Gilmar Tadeu, brasileiro que também foi o primeiro treinador negro na história da Primeira Liga Ucraniana.

## Títulos
- Não possui